# علی‌نقی گنجه‌ای
حاج میرزا علی‌نقی گنجه‌ای (۱۲۵۱ تبریز - ۱۲ مهر ۱۳۰۸ تهران) از مالکان و بازرگانان مشروطه‌خواه آذربایجان و نماینده تبریز در مجلس شورای ملی بود.
خانواده حاج میرزا علی‌نقی از گنجه به تبریز کوچیده و به ملکداری و تجارت پرداخته بودند. او نیز پیشه پدری را ادامه داد. در جریان نهضت مشروطه به این جنبش پیوست و پس از استقرار نظام مشروطه از سران حزب دموکرات در تبریز شد. حاج علی‌نقی به شیخ محمد خیابانی نزدیک شد و به قیام او پیوست. با شکست این قیام به زندان افتاد و خانه‌اش غارت شد.
حاج علی‌نقی گنجه‌ای در انتخابات دوره هفتم مجلس شورای ملی به نمایندگی تبریز برگزیده شد و به تهران رفت اما هنوز عمر نمایندگی‌اش به یک سال نرسیده، بر اثر رم کردن اسبهای درشکه‌اش هنگامی که در راه مجلس بود، دچار سانحه شد و جان باخت. او در ابن بابویه به خاک سپرده شده‌است.
حاج‌علی‌نقی مردی شوخ و بذله‌گو بود تا جایی که لطیفه‌هایش هنوز در تبریز نقل می‌شود. مهندس رضا گنجه‌ای معروف به بابا شمل که در دوره محمدرضا شاه پهلوی مجله طنز منتشر می‌کرد و وزیر صنایع و معادن شد، پسر حاج علی‌نقی بود.